# Washington Square News
Pour les articles homonymes, voir Washington Square.
Le Washington Square News est un quotidien étudiant de l'Université de New York (NYU). Ce journal, connu familièrement sous l'abréviation WSN, dessert les campus de l'université ainsi que la communauté de Greenwich Village.

## À propos du journal
Le journal est publié à 10 000 exemplaires chaque jour. Il est par ailleurs diffusé en ligne sur Internet où près de 55 000 visiteurs le consultent sur www.nyunews.com. Il est publié du lundi au vendredi pendant la période de cours et cinq éditions spéciales sont éditées pendant l'été.
Le Washington Square News est entièrement dirigé par les étudiants de la NYU. L'éditeur en chef est nommé pour une année civile. Tous les autres postes éditoriaux sont limités à un semestre. L'actuel rédacteur en chef de l'édition 2007 se nomme Alvin Chang.
Les fonds nécessaires pour le tirage du journal sont issus de la vente d'encarts publicitaires, également réalisée par les étudiants.

## Histoire
Le journal est apparu en 1973 lors de la fusion des deux campus de l'université : le campus d'University Heights dans le Bronx publiait le Heights Daily News, alors que le campus de Washington Square Park à Manhattan publiait déjà le Washington Square Bulletin.

## Récompense
Le journal a remporté le National Pacemaker Awards, décerné en 2004 par l'Associated Collegiate Press.